# Campeonato Mundial de Tenis de Mesa de 2029
El LX Campeonato Mundial de Tenis de Mesa se celebrará en Río de Janeiro (Brasil) en el año 2029 bajo la organización de la Federación Internacional de Tenis de Mesa (ITTF) y la Federación Brasileña de Tenis de Mesa.